# Museum De 5000 Morgen
Museum De 5000 Morgen was het cultuurhistorisch museum van Hoogeveen. Het museum was vernoemd naar de eerste verveningscompagnie, de Algemeene Compagnie van 5000 Morgen, opgericht in 1631 in Zwartsluis.
Het museum werd in april 1971 begonnen op de bovenverdieping van het herenpand aan de Hoofdstraat 64. In oktober 1976 volgde een verhuizing naar het pand 't Huis Venendal aan de Hoofdstraat 9, een herenhuis waarvan de bouwkern uit de 17e eeuw stamt, en keeg de naam Streekmuseum. In de jaren negentig werd de naam veranderd in Museum De 5000 Morgen.
In 2001 is het pand ingrijpend verbouwd en uitgebreid met twee nieuwe vleugels. Ook is de hele inrichting op de schop gegaan. In het museum, dat bij Hoogeveners bekendstond als Het Veenmuseum, werd de geschiedenis van Hoogeveen tot leven gewekt.
Het museum is in 2015 verhuisd naar het pand van de bibliotheek en ging verder onder de naam Verhalenwerf. Ook het beheer van de collectie is overgedragen aan de bibliotheek.

## Verhalenwerf
Onder de noemer De Verhalenwerf worden in de bibliotheek en elders in Hoogeveen stukken uit de collectie van het gesloten museum getoond.